# Алуату
Алуа́ту (Алуат, рум. Aluatu) — село в Тараклійському районі Молдови. Розташоване в центральній частині району на річці Великий Ялпуг і біля автомобільної дороги Кишинів—Болград за 15 км від районного центру — міста Тараклії та залізничної станції Тараклії. Утворює окрему комуну.

## Історія
Вперше згадується у документах 1819 року.

### Радянська доба
За часів Ралянського Союзу село було центром Алуатської сільської ради. В селі розміщуваласт центральна садиба радгоспу-заводу «Стругураш» аграрно-промислового об'єднання «Молдвинпром». У 1979 році радгосп реалізував продукції на 8,8 мільйонів карбованців; прибуток склав 1,3 мільйонів карбованців. Станом на 1 січня 1980 року господарство мало 46 тракторів, 17 вантажних автомобілів, 4 комбайни.
В селі працювали восьмирічна школа, клуб з широкоекранною кіноучтановкою, бібліотека, дитячий садок, фельдшерсько-акушерський пункт, комбінат побутового обслуговування, магазин, відділення зв'язку.
На території села встановлений пам'ятник односельцям, які загинули у німецько-радянській війні.